# 186 Celuta
186 Celuta је астероид главног астероидног појаса. Приближан пречник астероида је 49,99 km,
а средња удаљеност астероида од Сунца износи 2,361 астрономских јединица (АЈ).
Инклинација (нагиб) орбите у односу на раван еклиптике је 13,174 степени, а орбитални период износи 1325,850 дана (3,629 године). Ексцентрицитет орбите астероида износи 0,150.
Апсолутна магнитуда астероида износи 8,91 а геометријски албедо 0,192.
Астероид је откривен 6. априла 1878. године.